# Taisija Ilczenko
Taisija Aleksandrowna Ilczenko (kaz. i ros. Таисия Александровна Ильченко) – kazachska polityk, od 30 stycznia 1996 do 1999 roku deputowana do Mażylisu Parlamentu Republiki Kazachstanu I kadencji.